# Lobogonia conspicuaria
Lobogonia conspicuaria är en fjärilsart som beskrevs av John Henry Leech 1899. Lobogonia conspicuaria ingår i släktet Lobogonia och familjen mätare. Inga underarter finns listade i Catalogue of Life.